# Ribeirão Guaretá
Der Ribeirão Guaretá ist ein etwa 22 km langer linker Nebenfluss des Rio Ivaí im Norden des brasilianischen Bundesstaats Paraná.

## Geografie

### Lage
Das Einzugsgebiet des Ribeirão Guaretá befindet sich auf dem Terceiro Planalto Paranaense (Dritte oder Guarapuava-Hochebene von Paraná).

### Verlauf
Sein Quellgebiet liegt im Munizip Lidianópolis auf 576 m Meereshöhe etwa 4 km südwestlich des Hauptorts in der Nähe der PRC-466.
Der Fluss verläuft in nördlicher Richtung. Nach etwa 7 km erreicht er die Grenze zum Munizip Lunardelli, die er für den Rest seines Laufs bildet. Er mündet auf 353 m Höhe von links in den Rio Ivaí. Er ist etwa 22 km lang.

### Munizipien im Einzugsgebiet
Am Ribeirão Guaretá liegen die zwei Munizipien Lidianópolis und Lunardelli.